# سانگوسن
سانگوسن (به انگلیسی: Llangollen، تلفظ: تلفظ ولزی: [ɬaŋˈɡɔɬɛn]) یک شهرک در ولز است که در دنبیشر واقع شده‌است. سانگوسن ۳٬۶۵۸ نفر جمعیت دارد.

## نگارخانه

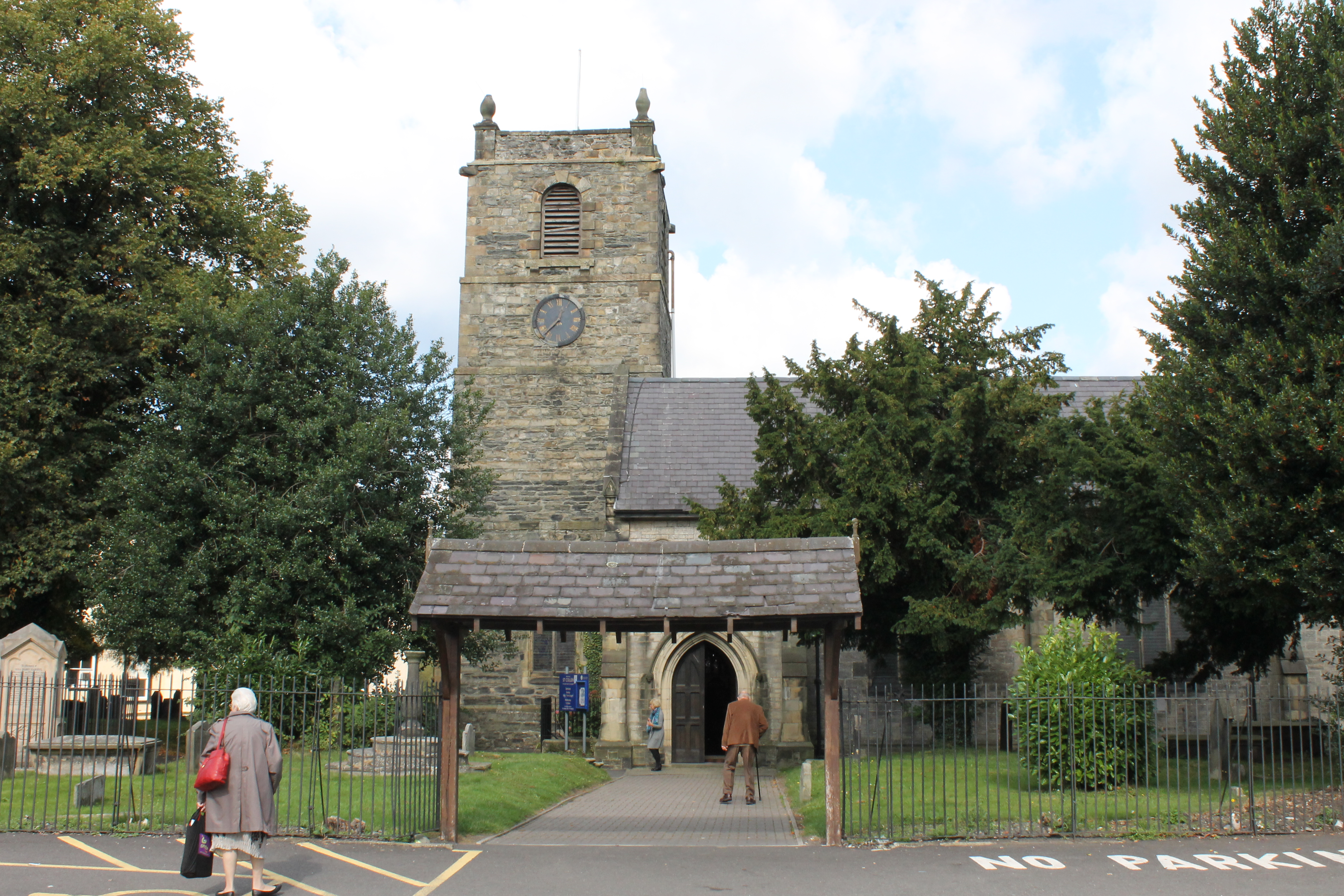
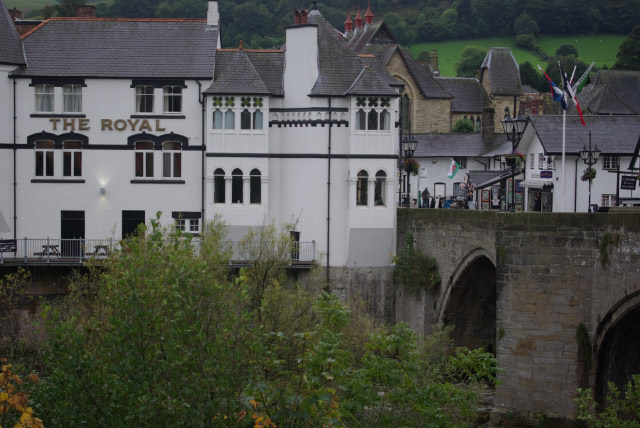
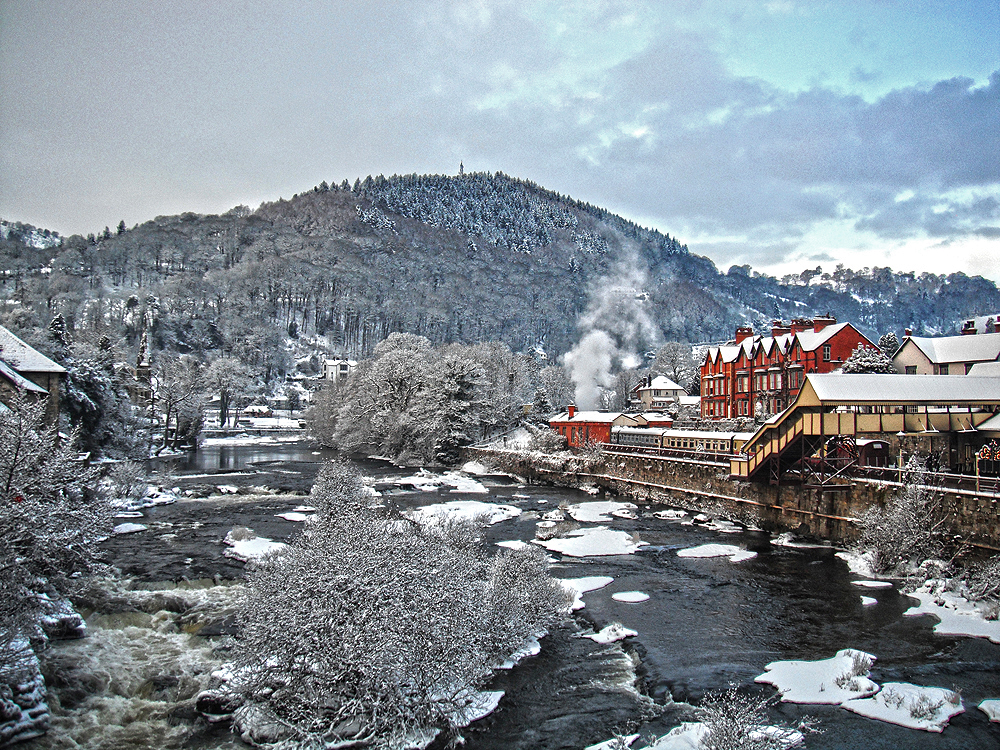